# Alexander in Babylon

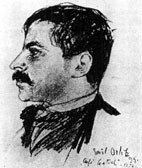
Jakob Wassermann (1873–1934)

Alexander in Babylon ist ein historischer Roman von Jakob Wassermann, der 1905 in Berlin erschien. Das Manuskript – neunhundert Seiten lang – lag im September 1903 vor und wurde vom Autor erheblich gekürzt.

## Handlung
Vorspiel
In der Wüste, dunkelgelb und regungslos, bricht die Nacht an – plötzlich wie der Schrecken. Im Troß des Heeres erschallt das Gelächter des Wahnsinns. König Alexander liegt auf einem niedrigen Ruhebett im Zelt, am Lagerende sitzt Hephästion, Führer der Edelscharen und Freund des Königs. Alexander drängt den Göttern entgegen, scheint sich auserlesen zu Göttlichem. Aber Zweifel und Zuversicht wechseln. Hephästion, der einzige, der Alexander nicht fürchtet, ist der Wärter der kranken, aufbrüllenden Seele. Alexander ist gemieden, seine Gegenwart verbreitet Entsetzen.
Die Brunnen sind eingestürzt, die Pfützen versiegt. Unmenschlich leidet selbst der Überwinder Asiens durch Durst. Aber: den Tod gibt es nicht!
„Hilf uns, Alexander!“ schreien die Söldner. „Rette uns doch, wenn du Gottes Sohn bist!“
Beim Todesmarsch durch die Wüste sind noch neunzehn von achthundert Kamelen übrig. Diese erschnuppern den Weg ins grün bewachsene Land. Alexander teilt die freudige Bewegung seiner Söldner nicht.
Das Diadem

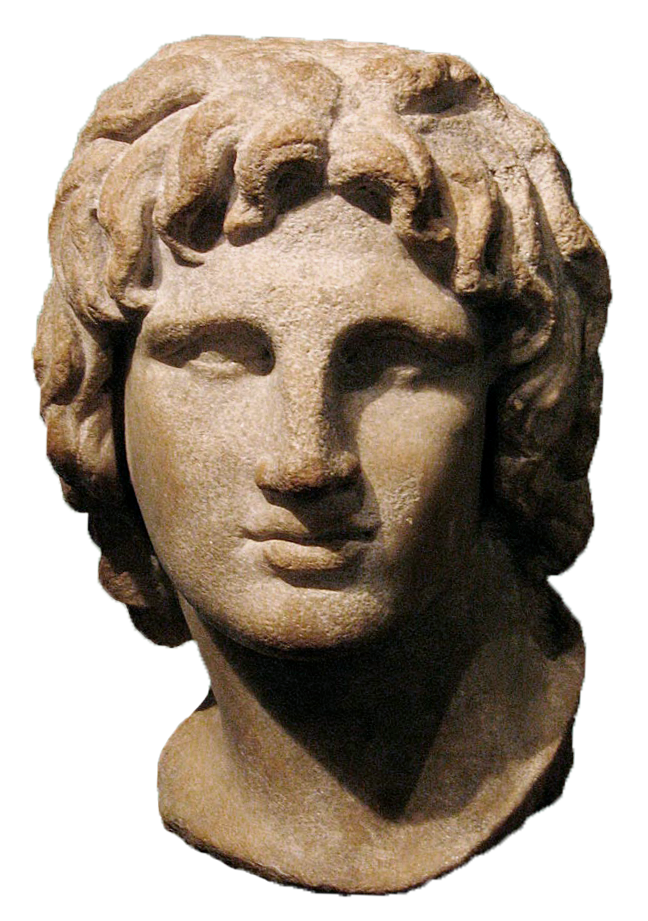
Alexander der Große (356–323 v. Chr.)

Im Frühling des Jahres 324 v. Chr. erreicht Alexander mit den Resten seines Heeres Susa. Alexander hält ein fürchterliches Strafgericht unter Statthaltern, Richtern und Steuerverwaltern ab, die seine lange Abwesenheit in Indien zur Bereicherung ausgenutzt hatten. Auch das Diadem aus dem Kyrosgrab wurde gestohlen. Der Dieb befindet sich noch unentdeckt mitten im Heer.<
Unter den Makedoniern in der Truppe Alexanders behauptet ein Soldat, der aus Ekbatana kommt, von dort aus rückten dreißigtausend junge Perser, in makedonische Rüstung eingekleidet und in allen Übungen der Phalanx geschult, an. Die Makedonier fürchten, Alexander vertraue ihnen, seinen Landsleuten, nicht mehr. Phason, einer ihrer Hauptleute, vernimmt das dumpfe Grollen des Aufruhrs. Probleme werden auf der Stelle mit dem Schwert gelöst. Phason tötet den Soldaten, der die Nachricht überbrachte. Ein anderer Soldat findet in der Blutlache neben der Leiche das gestohlene Diadem. Alexander, der zufällig vorbeikommt, betrachtet das strahlende Kunstwerk in seiner Hand. Ein Magier ruft: „Wirf es weg, Alexander!“ und warnt der muss sterben, der das Diadem trägt. Alexander ist der Begriff des Todes fremd und fern. Also fordert er die fremden Götter heraus – bindet sich das Diadem an seiner Wieselfellmütze fest.
Die Hochzeitsfeier
Die Makedonier fürchten im Freund einen Verleumder und Verräter, sie wagen nicht mehr, ihre Gedanken in Worte umzusetzen. In ihnen ist kein Glauben, kein Vertrauen, keine Hoffnung, keine Freude, keine Festigkeit, kein wahrer Ernst. So bricht plötzlich unter den Edelknaben eine Verschwörung gegen das Leben Alexanders aus. Hephästion erfährt davon. Er unterbindet mit harter Hand, ohne Alexander ins Bild zu setzen, weitere Aktivitäten der Verschwörer, kommt aber dadurch ein wenig zu spät zur Massenhochzeit von Susa. Die persischen Bräute ziehen ein ins riesige Zelt, in dem sich mehr als zehntausend Menschen befinden. Zwar scheinen die Bräute willig, der befohlenen Liebe geneigt, doch manche hatte durch den künftigen makedonischen Ehemann den Bruder verloren oder die – noch kurz vor dem Tod – geschändete Mutter. Alexander heiratet Stateira, Tochter des Dareios. Das Gesicht der Braut ist von einer merkwürdigen bösen Regungslosigkeit. Vielleicht denkt sie an ihre Nebenbuhlerin Roxane, die im Königspalast zu Babylon auf Alexander wartet. Hephästion ist Drypetis, ebenfalls eine Tochter des Dareios, zur Ehe zugewiesen. Drypetis lächelt wie eine scheue Sklavin sinnlich beunruhigt vor sich hin.
Hephästion fängt an der Hochzeitstafel einen einzigen Blick Alexanders auf und meint daraus ablesen zu können: Der König weiß alles über die letzte Verschwörung.
Nach der Hochzeit begegnet Alexander einer verwahrlosten Kinderschar, Nachkommen der Opfer des Wüstenzuges. Die Waisen werden angeführt von dem Inder Kondanyo. Alexander will von dem Weisen etwas Gutes hören. Kondanyo sagt: „Selig sind, die nicht hassen, Alexander!“
Hephästion empfängt einen Brief von Arrhidäos, dem ängstlichen Beiseitesteher und grüblerischen Phantasten, dem Halbbruder Alexanders.
Liblitu
Arrhidäos, zwei Jahre jünger als Alexander, ist Sohn des Königs Philipp und einer thessalischen Tänzerin. Nur wenige Makedonier, für jede Untat zu haben, ziehen mit ihm gegen den Tigris. Unterwegs begegnen sie der Liblitu. Die Babylonierin war vor den Makedoniern in den Tempel der Anahita entwichen und nur durch eine Flucht in den Hain der heiligen Schlangen von den zudringlichen Söldnern Alexanders verschont geblieben. Liblitu will im Heerlager Alexanders Klage erheben. Arrhidäos nimmt die Einsame in seinen Schutz. Die Söldner begehren Liblitu und folgen ihr still wie Hunde. Liblitu flüchtet zu Arrhidäos. Der ist mit sich beschäftigt. Der Zuspätgekommene beneidet Alexander.
Die Makedonier
Die Heere Alexanders versammeln sich am Flusse Kufisu. Nun ist es Gewißheit geworden. Dreißigtausend Perser rücken an. Von einer einmütigen Aufwallung ergriffen, ziehen die Makedonier vor Alexanders Sitz und wollen Klarheit. Alexander tritt allein heraus und schickt die Schlachtenmüden nach Hause. Tumult bricht aus. „Verräter!“ schreien sie Alexander zu. „Hat uns ausgenutzt und ausgedrückt, und jetzt wirft er uns in den Dreck.“ Später schreit einer: „Auf! Nach Hause! Wir sind frei!“ Alexander schließt sich in seinem Palast ein. Die Heimkehr nach Makedonien ohne Alexander erweist sich als undurchführbar. Die Makedonier flehen vor der Palastmauer um Gnade und stoßen bei Alexander auf taube Ohren. Phason nimmt alle Schuld der Makedonier auf sich und richtet sich mit dem eigenen Schwert an der Palastmauer.
Hephästion
Hephästion stürzt in Alexanders Gemach und bestürmt den König. „Jetzt ist es an der Zeit, dass du dich der Makedonier erinnerst. Freund! Geliebter! Alexander!“ ruft er aus. Doch Alexander weist den Freund kalt ab, schickt ihn auf einen Feldzug gegen Kolonai. Alexander tritt zu den Makedoniern hinaus. Die Soldaten suchen seine Knie zu umklammern. Alexander sieht in ihren Augen den Haß, von dem die Gedemütigten selber nichts wissen. Da kommt das Grauen über ihn. Der ein Gott sein wollte, ahnt nun, dass ein Mensch zu sein mehr bedeute. Aber er hat niemanden außer Hephästion. Da findet er den toten Phason und küsst die wachskühlen Lippen.
Drypetis will die Liebe des zwangsweise angetrauten Hephästion. Der Gatte hat die Gattin noch nicht angerührt und gibt sie frei. Liblitu, die inzwischen Klage geführt hat, geht auf Hephästion zu, umhalst ihn wie eine Liebende. Hephästion vergehen die Sinne. Die Babylonierin beißt ihn in die Schulter, trinkt sein Blut. Giftiger Schlaf überwältigt ihn.
Fieber
Drypetis hat auf der Suche nach dem Gatten dessen Talisman gefunden und nennt Alexander den Fundort. Alexander findet Hephästion in der Dämmerung. Er küsst ihn auf die Lippen und fragt zärtlich: „Warum sind deine Lippen so kalt?“ Hephästion ist des Lebens müde, freut sich auf den Tod und geht. Später finden ihn die Makedonier in zerfetztem Kleid, beschmutzter Rüstung und barfuß. Hephästion zieht den Leichnam Liblitus hinter sich her. Hephästion stirbt.
Die Nächte zwischen den Strömen
Vor dem Leichnam seines toten Freundes Hephästion heult Alexander wie ein Tier. Je mehr die Nacht vorrückt, umso mehr fürchtet er den Leichnam. Plötzlich hat er ein Gefühl der Fremdheit und befiehlt: „Laßt es still und finster werden in Asien.“
Perdikkas erhält den Befehl über die Edelscharen. Alexander blickt zurück. Das Gefühl der Vergangenheit ist ihm neu. Er fühlt sich schwerbeladen wie alle anderen Sterblichen. Eumenes, einer von Alexanders Hauptleuten, sieht den Kummer und sagt zum König: „Wenn du auch alle vergessen hast, die dich lieben, so denke wenigstens an die, die dich hassen.“ Alexander bricht mit seinen Heerscharen nach Babylon auf.
Die Chaldäer
Das Heer zieht ins babylonische Land. Kurz vor Mitternacht empfängt Alexander noch die Gesandtschaft der Karthager. Der älteste Gesandte beugt zum Gruß die Stirn bis auf den Teppich. Arrhidäos lacht. Alexander züchtigt den Halbbruder. Ein Chaldäer weissagt aus der Leber eines eben geschlachteten jungen Esels. Alexander solle umkehren. Er lässt die sieben chaldäischen Priester gefangen nehmen. Keiner zeigt Unwillen oder Angst.
In Babylon besteigt Kondanyo, müde vom Anblick der menschlichen Geschäfte, freiwillig den Scheiterhaufen.
Die Chaldäer raten Alexander immer noch zur Umkehr. Wenn er dennoch den Gestirnen Trotz bieten wolle, so solle er Babylon wenigstens gegen Morgen schauend betreten. Aber das Westtor ist von Sümpfen umgeben. Alexander befiehlt den Tod der sieben Chaldäer, die um das Licht der Zukunft stehen.
Arrhidäos
In Babylon soll Hephästions Leichnam verbrannt werden. Der ehrgeizige Makedonier Charippos wird von Perdikkas mit der Totenwache an Hephästions Sarg beauftragt. Drypetis will die geliebte Hülle zu Uruk in der Totenstadt begraben, damit sie nicht dem Feuer verfalle und aus dem Himmel Zarathustras ausgeschlossen werde. Also lässt sie Charippos vom Sarg weglocken. Seine Wachmannschaft vergnügt sich derweil in Babylon, während Drypetis die Leiche fortbringen lässt. Charippos, im weiträumigen Babylon allein gelassen, trifft auf Arrhidäos. Der Halbbruder Alexanders ist genauso allein und sucht Charippos' Freundschaft. Die bahnt sich an. Charippos hat seinen Posten verlassen und muss zurück. Arrhidäos begleitet ihn. Perdikkas fürchtet die Strafe Alexanders und lässt Charippos wegen Pflichtvergessenheit töten. Der Tote wird einfach in den Sarg gelegt. Die ebenfalls pflichtvergessenen Wachsoldaten schweigen aus Furcht vor Alexander. Arrhidäos betrauert nicht Charippos, sondern den Freund, den ihm das Schicksal versagt.
Der Dämon diademgeschmückt

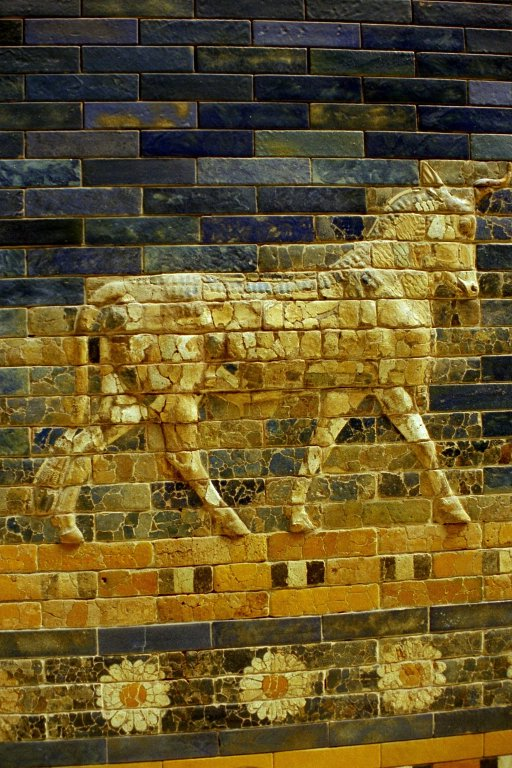
Babylon: Ischtar-Tor (Detail)

Nachts zieht der König durch das Ischtartor in die löwengeschmückte Prozessionsstraße. Er nimmt am Gastmahl des vornehmen Babyloniers Nidintubel teil, und der dunkelschmachtende Blick fällt auf Gesichter, in denen der Ausdruck heuchlerischer Demut liegt. Aus dem Königspalast zu Babylon hatte Roxane nach Alexander verlangt. Er geht zu ihr hin. Roxane ist schlank und hochbeinig. Roxanes Bewegungen haben etwas schlafend Schwermütiges wie bei edlen gefangenen Tieren. Roxane, vereinsamt und verstoßen, wird vom Blick Alexanders berührt, so lebenssuchend, so fest, so starr, so flammend und so dunkel, dass sie sich ihm hingibt. Danach verlässt Alexander Roxane und nimmt draußen in der Nacht im Wasserbecken ein kühles Bad. Im Becken kommt ihm die Erkenntnis, dass es unmöglich ist, dies Unerklärliche, Leben genannt, nach eigenem Willen festzuhalten. Und er fragt sich, wenn das so ist, wozu er dann Reiche erobert, Männer gemordet, Könige entthront und Götter beleidigt hat. Ihm zergeht die Welt, nach der er gestrebt.
Halbbruder Arrhidäos hat sich ans Becken geschlichen und trägt inzwischen das Diadem.
Ein Zwiegespräch
Diesen Frevel muss Alexander mit dem Tode bestrafen. Er lässt den Halbbruder aber lediglich geißeln. Perdikkas macht dem schließlich ein Ende – aus alter Anhänglichkeit an Philipp von Makedonien, dessen Bastard der Gegeißelte ja ist.
Der Frühling kommt. Es heißt, Alexander sei erkrankt, er habe sich bei dem nächtlichen Bad erkältet. Alexander geht gegen den Rat der Ärzte zur Feuerbestattung seines geliebten Freundes Hephästion. Ihm begegnet der gezüchtigte Halbbruder. Arrhidäos sagt: „Du verlassenster Mensch, Alexander. Kein Herz schlägt für dich, alle zittern nur vor dir. Allein stehst du der Finsternis gegenüber. Ich kenne deine Qual.“ Alexander gebietet, das Feuer zu entzünden. Charippos brennt.
Der Ring
Roxane ist schwanger. Der Gesundheitszustand Alexanders verschlechtert sich rapide. Eumenes, Perdikkas und Seleukos halten sich stets in der Nähe des schwer kranken Königs auf, der kaum noch gehen kann. Perdikkas überwindet sich und fragt Alexander, wer nach ihm befehlen soll. Alexander zieht sich seinen Siegelring vom Daumen und reicht ihn Perdikkas. Mit dem Ring flüchtet Perdikkas hinter die Mauern von Borsippa und lässt per gesiegelten königlichen Befehl das Tor schließen. Alexander will nicht sterben. Eumenes stellt nun die Frage nach dem Namen des Nachfolgers. Der Haß gegen diese Lebenden lässt Alexanders Atem stocken.
Alexander läuft ein letztes Mal bis vor den Palast und wird von der Menge seiner Makedonier bestürmt, als ob sie ihn küssen wollten. Die Makedonier drängen und schieben, treten auf seinen Leib, auf seine Brust.
Babylon
Die Makedonier haben einen Nachfolger für den toten Alexander gefunden – Philipps Sohn. Arrhidäos ist am Ziel seiner geheimsten Wünsche, doch er bewährt sich von Anfang an keinesfalls. So überlässt er verwundert Perdikkas die Macht. Als in dem Machtgerangel Roxane ihrer Rivalin Stateira die Kehle durchschneiden lässt, bekommt Arrhidäos einen epileptischen Anfall. Langsam genesend, widmet sich der Sohn Philipps dem Flötenspiel.

## Selbstzeugnis
Über den historischen Recherchen zum Roman habe der Autor vier Jahre verbracht.

## Rezeption
- Hesse[2] sieht den Text als Kunst; nicht so sehr wegen der Figur des Großen Alexander, als vielmehr wegen einiger „zitternd banger Töne“, die aus jenem Babylon – vom Volk artikuliert – hie und da aufklängen.
- Nach Margarita Pazi bringe Wassermann in der Gestalt des Arrhidäos seine Verehrung für Dostojewski zum Ausdruck.[3]
- Der junge Wassermann hat die Gabe und die Schöpferkraft, das „Alexanderreich in seinem Glanz und Elend“ auf das Papier zu bannen.[4]
- Nach Sprengel diene der Stoff lediglich „zur Erzeugung einer ästhetizistisch-dekadenten Untergangsstimmung“[5]